# کنستانتین فالبرگ
کنستانتین فالبرگ (آلمانی: Constantin Fahlberg; ۲۲ دسامبر ۱۸۵۰ – ۱۵ اوت ۱۹۱۰) یک شیمی‌دان اهل روسیه بود. او مبدع ماده شیمیایی ساخارین یا شکر مصنوعی است